# Особливі види ритмічного поділу
Особливі види ритмічного поділу — види ритмічного поділу, при яких поділ ритмічних тривалостей не збігається з основним їх поділом. (Англійський термін tuplet не має точного відповідника в українській мові).
До таких видів поділу належать:
- Дуоль — поділ на 2 замість 3
- Тріоль — поділ на 3 замість 2
- Квартоль — поділ на 4 замість 3
- Квінтоль — поділ на 5 замість 4 або (рідше) замість 3
- Секстоль — поділ на 6 замість 4
- Септоль — поділ на 7 замість 4 або (рідше) замість 6
- Октоль — поділ на 8 замість 9
- Новемоль — поділ на 9 замість 8
- Децимоль — поділ на 10 замість 8 або (рідко) 9

Вживаються також і поділи з більшою розмірністю, які не мають спеціальної назви.
При позначенні особливого виду ритмічного поділу над нотним ребром вказують цифру, що позначає на яку кількість поділена тривалість (прикл.2 — тріольні вісімки). Якщо поділ стосується нот, що не можуть бути записані під ребром (наприклад четвертні тріолі, приклад 1) використовують дужку (англ. bracket). В складних випадках поділ може записуватися як відношення (англ. ratio) застосованого поділу тривалості до звичайного (прикл.3 — 5 нот замість 4).
Широкого використання особливі види ритмічного поділу отримали в творчості композиторів романтичної епохи (особливо — Ф.Шопена). В сучасній музиці з ускладненням музичної мови в творчості окремих композиторів зустрічаються доволі складні ритмічні конструкції. Найскладніші ритмічні фігури, що використовують особливі види ритмічного поділу характерні творчості Брайана Фернехоу та інших композиторів англійського руху «нова складність». Слід зазначити, однак, що надмірне ускладнення ритмічного малюнку практично унеможливлює його точне виконання.